# Cathédrale de l'Épiphanie de Sioux City
Cette  cathédrale n’est pas la seule cathédrale de l'Épiphanie.
La cathédrale de l'Épiphanie (en anglais : Cathedral of the Epiphany) est la cathédrale du diocèse de Sioux City dans l'Iowa aux États-Unis. Cette petite cathédrale, construite en 1891, est de style néogothique.

## Historique
L'édifice est construit comme église paroissiale en 1891, sous le vocable de Sainte-Marie. La paroisse doit faire face à un afflux d'immigrants venus d'Allemagne et d'Irlande, installés au centre-ville. Mais la crise économique de 1892 empêche la construction d'une église plus grande.
Lorsque le diocèse de Sioux City est érigé canoniquement en 1902, il est décidé que l'église Sainte-Marie serve de nouvelle cathédrale. Son premier évêque, Mgr Garrigan, commande de nouveaux travaux et obtient la permission du Saint-Siège de changer le nom de la cathédrale en « cathédrale de l'Épiphanie ». Elle reçoit sa nouvelle dédicace le 8 septembre 1904, jour de la fête de la Nativité de la Sainte Vierge.

## Architecture
L'église est de style néogothique allemand. Ses vitraux sont issus des ateliers de Franz Mayer à Munich. Les tours sont construites avec des flèches en 1961, sous l'épiscopat de Mgr Mueller, et la même année un maître-autel de marbre avec baldaquin remplace l'ancien autel de bois.
L'édifice est restauré en 1994 en 1994, et lorsque l'église voisine Saint-Thomas doit fermer la même année à cause de la baisse de la pratique catholique, la cathédrale reçoit un certain nombre d'objets lui appartenant, comme des autels latéraux ou le chemin de croix.

## Aujourd'hui
Les messes sont célébrées en anglais, espagnol, vietnamien et latin.

### Source
- (en) Cet article est partiellement ou en totalité issu de l’article de Wikipédia en anglais intitulé « Cathedral of the Epiphany (Sioux City, Iowa) » (voir la liste des auteurs).